# Central Queensland University
Central Queensland University är ett universitet i Australien. Universitetet har sitt ursprung i Queensland Institute of Technology, som grundades i Rockhampton 1967. Verksamheten expanderade successivt till fler orter. 1994 fick Queensland Institute of Technology status som universitet och bytte namn till Central Queensland University. Idag har universitetet anläggningar över hela Australien, bland annat i Melbourne, Sydney, Adelaide och Brisbane.